# Sans
Sans é uma personagem fictícia criada por Toby Fox para o RPG índie de 2015 Undertale e Deltarune. No começo um NPC comum, ele se torna chefe final e mais difícil se o jogador decidir seguir "rota genocida" e tentar destruir/matar todos os monstros do jogo. Seu nome é baseado na fonte Comic Sans, que é usada para seus diálogos no jogo.
O personagem foi elogiado pelos críticos por seu diálogo, comportamento por sua luta de chefe. Sua popularidade com fãs inspirou vários mods, teorias e "fan-games".
Sans também aparece no jogo que Fox descreveu como "história paralela de Undertale", Deltarune. Sua aparência também é uma skin dos MIIs no jogo Super Smash Bros Ultimate.

## História de Personagem

### Em Undertale
Sans é um esqueleto que veste uma jaqueta azul e shorts pretos com linhas brancas. Antes dos eventos de Undertale, ele mudou para a cidade de Snowdin de uma localização desconhecida com seu irmão Papyrus. Papyrus foi contratado como sentinela treinamento pela guarda real e força seu irmão a ajudar em sua tarefa de capturar um humano.
A primeira aparência de Sans um pouco antes de Snowdin, onde ele inicialmente aparece como uma silhueta se aproximando do jogador por trás, dizendo para ele que "não sabe cumprimentar um novo parceiro", e o obrigando a apertar sua mão. Apertando a mão dele ativa uma almofada de pum. Ele clarifica que não tem interesse em capturar humanos, diferente de seu irmão, que ele descreve como um "caçador de humanos fanático" e a partir daí ajuda o jogador a escapar de Papyrus. Depois disso, Sans segue seu irmão pela floresta antes da cidade, comentando os seus quebra-cabeças e até contribuindo com um caça-palavras, para o desapontamento de Papyrus.
Conforme a história continua, Sans continua fazendo palhaçadas como tentar vender neve frita para o jogador por preços altíssimos, colocar cachorros quentes em sua cabeça, entre outros. Mais tarde no jogo, Sans convida o jogador para ir comer em um restaurante com ele, se assim escolherem. Enquanto fala, ele explica como fez amizade com uma mulher atrás de uma grande porta em Snowdin, a entrada para as ruínas, que compartilhava seu amor por trocadilhos. Essa mulher (chamada Toriel) na realidade é vista no jogo bem antes de Sans aparecer, agindo como uma "mãe super protetora", até que o humano convença ela a sair das ruínas. Ele revela que fez uma promessa de não matar nenhum humano que viesse para o subterrâneo dos monstros, mesmo odiando fazer uma, e afirma que se a mulher nunca tivesse feito aquela promessa, o jogador estaria "morto onde [ele/ela] está".
Sans faz mais uma aparição no “Último Corredor”, o local de julgamento do jogador, onde revela o verdadeiro significado dos valores “EXP” e “LOVE” que o jogador acumulou ao longo do jogo: 'Execution Points' (em pt, 'Pontos de Execução') e Level of Violence (em pt, 'Nível de Violência'), respetivamente. Ele julga o jogador por quão altos são seus valores de EXP e LOVE antes de desaparecer e permitir que o jogador prossiga para lutar contra o rei, Asgore. O diálogo também muda caso o jogador tenha feito algo ou não com o irmão de Sans, Papyrus. Após o jogador derrotar Asgore e Flowey na rota neutra, e ele tentar deixar o subterrâneo, Sans liga para informá-los sobre o que aconteceu após sua partida, tendo diálogos diferentes dependendo das ações do jogador no jogo. 
Se o jogador não matar nenhum monstro, na rota pacifista, Sans aparecerá ao lado dos outros personagens principais após a luta com Asgore ser evitada.

#### Rota Genocida
Se o jogador optar por matar todos os monstros em cada área, o comportamento de Sans será muito diferente. Ele ameaça o jogador com um "tempo ruim" se continuar com suas ações antes da luta contra Papyrus. Se o jogador ignora o aviso de Sans e continua matando todos os monstros que encontra, ele eventualmente confronta o jogador no Último Corredor para impedi-los de destruir o mundo, agindo como o chefe final da rota. Sans revelou ter habilidades sobrenaturais, acima de quaisquer monstros que o jogador enfrentou durante as rotas, sendo extremamente poderoso, mas podendo ser morto pelo jogador com certa habilidade, o que leva ao trecho final da rota.

### Em Deltarune
Sans aparece como um personagem em Deltarune, no capítulo 1 ele é encontrado do lado de fora de sua loja, uma versão remodelada da loja "Grillby's" de Undertale. Ele diz ao jogador que já conheceu e "fez amizade" com sua mãe, Toriel, e pergunta se eles gostariam de ir à sua casa para ficar com seu irmão.
No Capítulo 2, o jogador pode entrar na loja e descobrir que ela possui o interior de uma loja de conveniência, muito diferente de "Grillby's" em Undertale. Sans, brincando, afirma ser o zelador, apesar de ser o único funcionário da loja.

### Em outras mídias
Em Super Smash Bros. Ultimate, um traje de Sans para o personagem jogável "Mii Gunner" foi lançado como conteúdo para ser baixado em 4 de setembro de 2019. Sans também foi tema de muitos projetos e trabalhos de fãs, sendo apresentado em vários jogos, criações e mods de videogame como Friday Night Funkin' (claros exemplos podem ser vistos na "fan-wiki" do jogo).

## Criação e desenvolvimento
Sans é listado nos créditos como sendo criado por Toby Fox com "inspiração especial" de J. N. Wiedle, autor do webcomic Helvetica, uma série sobre um esqueleto nomeado em homenagem a fonte Helvetica. Seu primeiro conceito de Sans foi feito em um caderno do ensino superior. Sans, assim como Helvetica, foi nomeado após uma fonte: Comic Sans. No jogo, ele é um dos poucos personagens que não usa a fonte padrão em seu diálogo; em vez disso, geralmente ele é exibido em letras minúsculas de Comic Sans. Ele só usa Comic Sans em maiúsculas se tiver afirmado algo sério ou, em alguns casos, ameaçando o jogador; e também as vezes aleatóriamente durante a fala normal.

### Megalovania
A música que toca durante sua luta, "Megalovania", foi originalmente composta para um hack ROM do jogo EarthBound para o Halloween de 2009 onde serve como música de chefe final, que é uma versão alternativa de Dr. Andonuts, um dos personagens secundários do jogo. Embora a canção tenha sido apresentada mais tarde em Homestuck, "Megalovania" cresceu muito em popularidade após o lançamento de Undertale, gerando muitos remixes e memes da internet. "Megalovania" já apareceu em jogos incluindo Taiko no Tatsujin: Drum 'n' Fun! e Super Smash Bros. Ultimate, e também foi até usado por um programa de namoro espanhol, First Dates. A música também foi apresentada em um especial de Halloween da All Elite Wrestling, no qual o lutador Kenny Omega vestiu uma fantasia de Sans e era acompanhado pela Megalovania durante sua entrada.

## Recepção

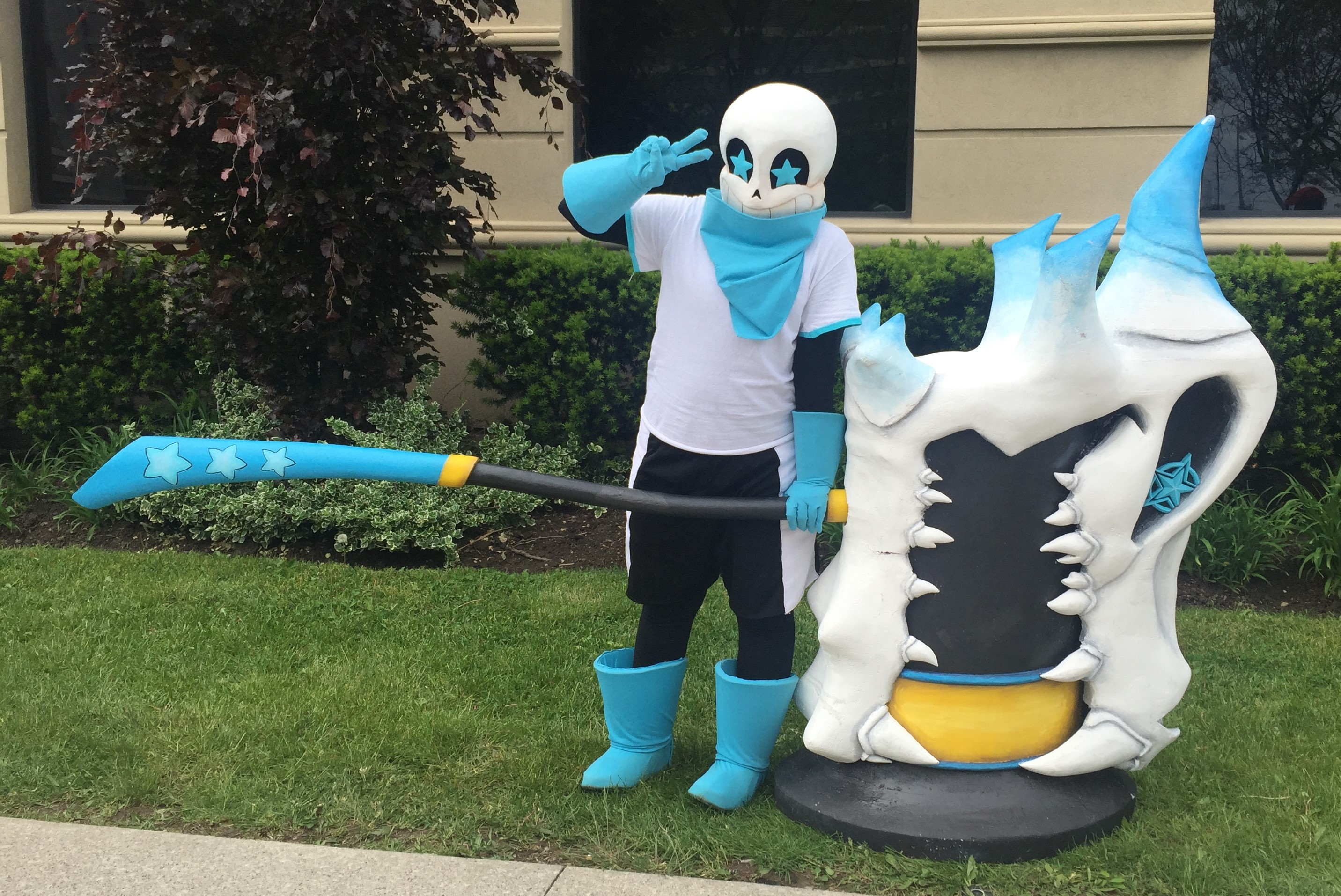
Um cosplay de Sans na Anime North 2017.

A aparição de Sans em Undertale foi bem recebida pelos críticos, com Dan Tack da Game Informer elogiando sua luta de chefe. TheGamer classificou Sans como o terceiro melhor personagem de Undertale, afirmando que suas piadas eram "certeiras". Screen Rant classificou Sans como uma das 7 melhores lutas contra chefes em videogames. Sans foi classificado como um dos melhores personagens de videogame da década de 2010 pela equipe do Polygon e o escritor Colin Campbell, particularmente sua aparência e como: "Quando ele faz uma piada, a câmera se aproxima dele enquanto ele pisca. Nunca perde a graça. " A equipe do IGN classificou Sans como o segundo melhor chefe final nos videogames. Matthew Byrd, do Den of Geek, incluiu Sans e foi classificado como o 7º de seus "melhores videogames npcs de todos os tempos", afirmando que "é difícil falar sobre os melhores personagens do jogo por muito tempo sem que a conversa se volte para Sans."
Sans também foi bem recebido pelos fãs do jogo, sendo assunto de muitos trabalhos de fãs. Durante uma sessão de perguntas e respostas de Undertale, Sans e Papyrus foram os personagens que receberam mais perguntas dos fãs. Sua adição como uma fantasia de lutador Mii em Super Smash Bros. Ultimate recebeu feedback positivo dos fãs, com fãs criando memes e fan-art após a inclusão. David Lozada da GameRevolution pensou em Sans que deveria ser um lutador de verdade ao invés de uma fantasia de Mii.